# Ponte (rione de Roma)
Ponte es el quinto rione de Roma, Italia, indicado como R. V. Su nombre deriva de la presencia del Ponte Sant'Angelo, que sin embargo no pertenece a este rione desde cuando el Papa Sixto V lo incorporó al nuevo rione Borgo. Su escudo está constituido por un puente.

## Historia
En la Roma Antigua el rione estaba incluido en la región augustea IX Circus Flaminius, y en otras épocas se consideraba parte del Campo Marzio. El actual Ponte Sant'Angelo es una reconstrucción el antiguo Ponte Elio, hecho construir por el emperador Adriano para unir su mausoleo al resto de la ciudad. Nerón hizo construir otro puente llamado Ponte Trionfale porque por él pasaba la Via Trionfale (llamada posteriormente Sacra), que era recorrida por los ejércitos veteranos de las batallas. Este puente se llamó posteriormente pons vaticanus, porque conectaba la zona del Vaticano con el resto de la ciudad, y pons ruptus (puente roto), porque ya estaba desmoronándose en la Edad Media. En la Roma antigua había en esta zona un puerto que se utilizaba para llevar los materiales necesarios para la construcción de grandes obras en el Campo Marzio.
La vida en este rione continuó sin interrupción durante la Edad Media y la Edad Moderna, y esto ha hecho que se hayan perdido prácticamente todos los restos de la antigua Roma en la zona. También ha contribuido a esto el hecho de que muchas personas se trasladaran de la zonas de las colinas, donde faltaba el agua, hacia la orilla del Tíber, donde se podía sobrevivir bebiendo agua del río. Además, el rione se encontraba en un extremo del Ponte Sant'Angelo, y aquí confluían todas las calles importantes que conducían a la Basílica de San Pedro, por tanto había un continuo flujo de peregrinos, que enriquecía la economía de la zona: había posadas, tabernas, tiendas de objetos sagrados...
Hasta los tiempos del Papa Sixto V el rione incluía también una parte al otro lado del Tíber, que sería separada posteriormente para crear el rione Borgo. En el siglo XVI el rione tenía gran importancia sobre todo por su red viaria, y por esto se construyeron grandes palacios de familias aristocráticas y burguesas según proyectos de grandes artistas. Esto contribuyó a embellecer mucho el rione, que pronto se hizo famoso.
Un espectáculo bastante frecuente en el rione era una pequeña procesión guiada por una persona vestida de negro que llevaba un crucifijo en la espalda. Encima de un carro había un condenado encadenado que besaba a continuación otra imagen de Jesús. La meta de la procesión era la actual Piazza di Ponte Sant'Angelo, en la que se colocaba una horca para colgar al condenado.
A pesar de que Ponte era una zona rica y exuberante, también resultaba más afectada por las frecuentes inundaciones del Tíber.
Su aspecto fue transformado completamente después de que Roma se convirtiera en capital de Italia en 1870: se construyeron los terraplenes del Tíber para detener las inundaciones del río, además de nuevos puentes para conectar la zona del Vaticano y Prati al resto de Roma. Todas las calles que conducían a la orilla del Tíber desparecieron para hacer espacio al amplio Lungotevere, pero el carácter típico del rione permanece hacia el interior.

## Límites
- el Tíber,

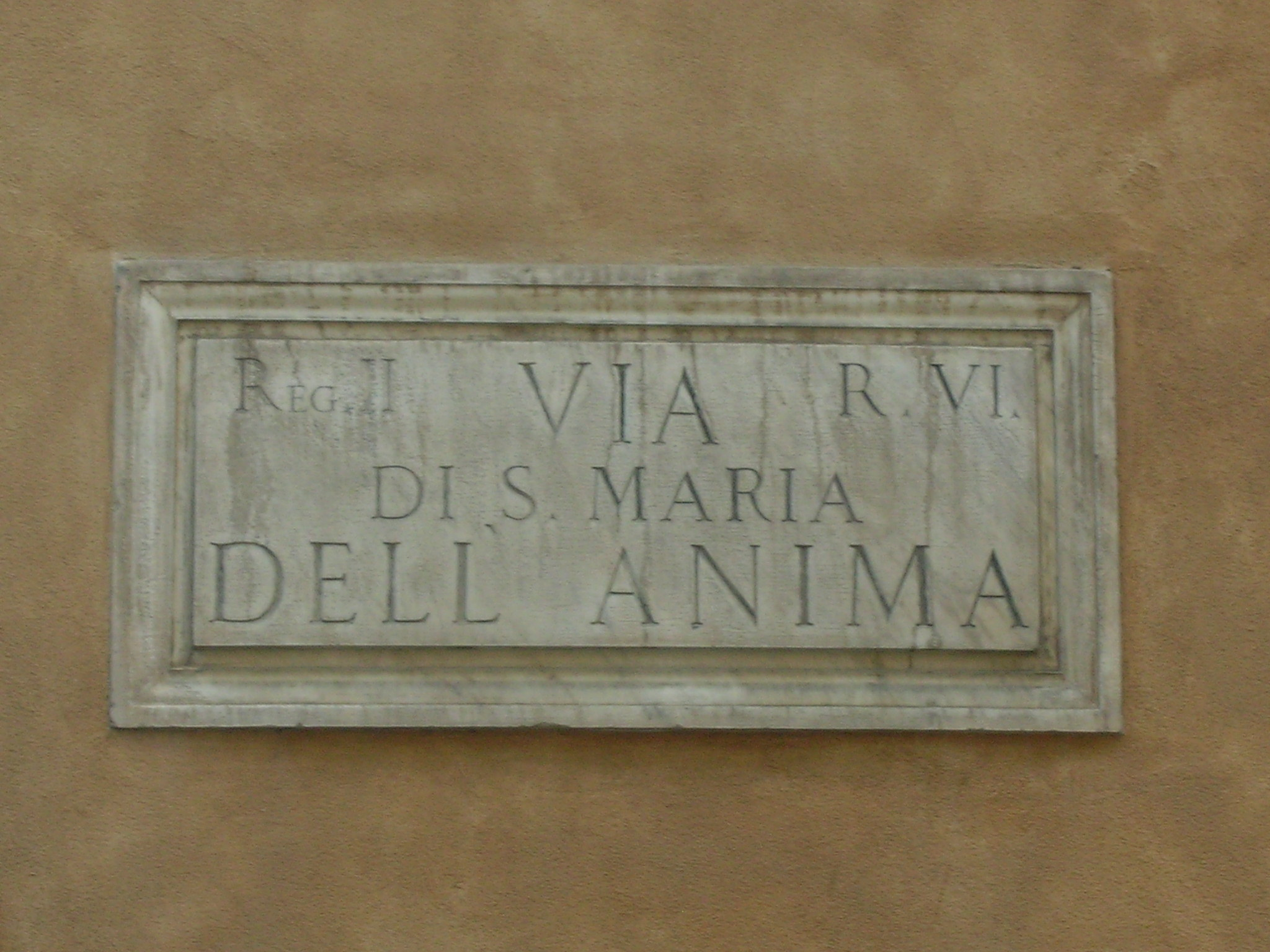
Placa de la "Via di Santa Maria dell'Anima", que actúa como límite con el rione Parione.

- Sant'Eustachio: Via dei Pianellari, Piazza Sant'Agostino
- Parione: Piazza delle Cinque Lune, Via di Tor Sanguigna, Largo Febo, Via di Santa maria dell'Anima, Via di Tor Millina, Vicolo delle Vacche, Piazza del Fico, Via del Corallo, Via dei Governo Vecchio, Via dei Filippini, Vicolo Cellini
- Regola: Via dei Banchi vecchi, Via delle Carceri, Vicolo della Scimmia

## Plazas
| - Piazza dei Coronari - Piazza Fiammetta - Piazza Lancellotti - Piazza di Monte Vecchio - Piazza dell'Orologio - Piazza di Ponte Sant'Angelo | - Piazza di S.Salvatore in Lauro - Piazza di S.Apollinare - Piazza di S.Simeone - Piazza di Tor Sanguigna - Piazza Sforza Cesarini |

## Calles
| - Lungotevere degli Altoviti - Via Acciaioli - Via degli Acquasparta - Via dell'Arco della Fontanella - Via dell'Arco de' Banchi - Via dell'Arco di Parma - Vicolo d'Avila - Via dei Banchi Nuovi - Via dei Banchi Vecchi - Via del Banco di Santo Spirito - Via Bravaria - Via dei Bresciani - Vicolo della Campanella - Via del Cancello - Via delle Carceri - Vicolo del Cefalo - Vicolo Cellini - Vicolo Cieco - Via dei Cimatori - Via del Consolato - Via dei Coronari - Vicolo del Curato - Vicolo Domizio - Largo di Febo - Vicolo di Febo - Piazza del Fico - Vicolo del Fico - Via dei Filippini - Largo dei Fiorentini - Lungotevere dei Fiorentini - Via Giulia - Via del Gonfalone - Via del Governo Vecchio - Via della Mola de'Fiorentini - Via di Monte Giordano - Vicolo di Monte Vecchio | - Vicolo del Leuto - Vicolo del Montonaccio - Largo Orbitelli - Vicolo Orbitelli - Via degli Orsini - Via dell'Orso - Vicolo dell'Orso - Vicolo degli Osti - Via di Panìco - Via di Tor Millina - Lungotevere di Tor di Nona - Via di Tor di Nona - Vicolo delle Palle - Vicolo della Palomba - Via Paola - Via del Pavone - Via dei Portoghesi - Via della Rondinella - Vicolo di S.Celso - Vicolo di S.Giuliano - Piazzetta di S.Simeone - Vicolo di S.Simeone - Via di S.Simone - Vicolo di S.Trifone - Vicolo Sforza Cesarini - Via Sforza Cesarini - Via dei Soldati - Vicolo dei Soldati - Vicolo Sugarelli - Via di Tor di Nona - Via dei Tre Archi - Vicolo delle Vacche - Via della Vetrina - Vicolo della Volpe - Via G. Zanardelli |

## Edificios
- Palazzo Altemps, que alberga el homónimo museo, una de las cuatro sedes del Museo Nacional Romano
- Palazzo Cesi-Gaddi
- Palazzo Sacchetti
- Palazzo Taverna, antigua residencia de los Orsini
- Teatro Tordinona
- Tor Sanguigna
- Palazzo Lancellotti
- Palazzo Del Drago
- Casa-estudio de Marcello Piacentini
- Palazzo del Banco di Santo Spirito, de Antonio da Sangallo il Giovane
- Palazzo Chiovenda
- Palazzo Alberini con fachada de Raffaello Sanzio

## Iglesias
- San Giovanni dei Fiorentini
- Sant'Apollinare
- Santi Celso e Giuliano ai Banchi
- San Biagio degli Armeni
- San Salvatore in Lauro
- Santa Maria del Suffragio
- Santa Maria dell’Anima
- Santa Maria della Pace
- Chiesa evangelica metodista

Iglesias desconsagradas:
- Oratorio del Gonfalone
- San Celsino
- Santi Simone e Giuda

Iglesias desaparecidas:
- San Salvatore in Primicerio
- San Simeone profeta
- Santa Maria della Purificazione in Banchi
- Santa Maria in Posterula
- Santi Faustino e Giovita (también conocida como Sant'Anna dei Bresciani)
- San Biagio della Fossa

## Otros monumentos
- Fontana del Leone, en la Piazza San Salvatore in Lauro

## Galería de imágenes

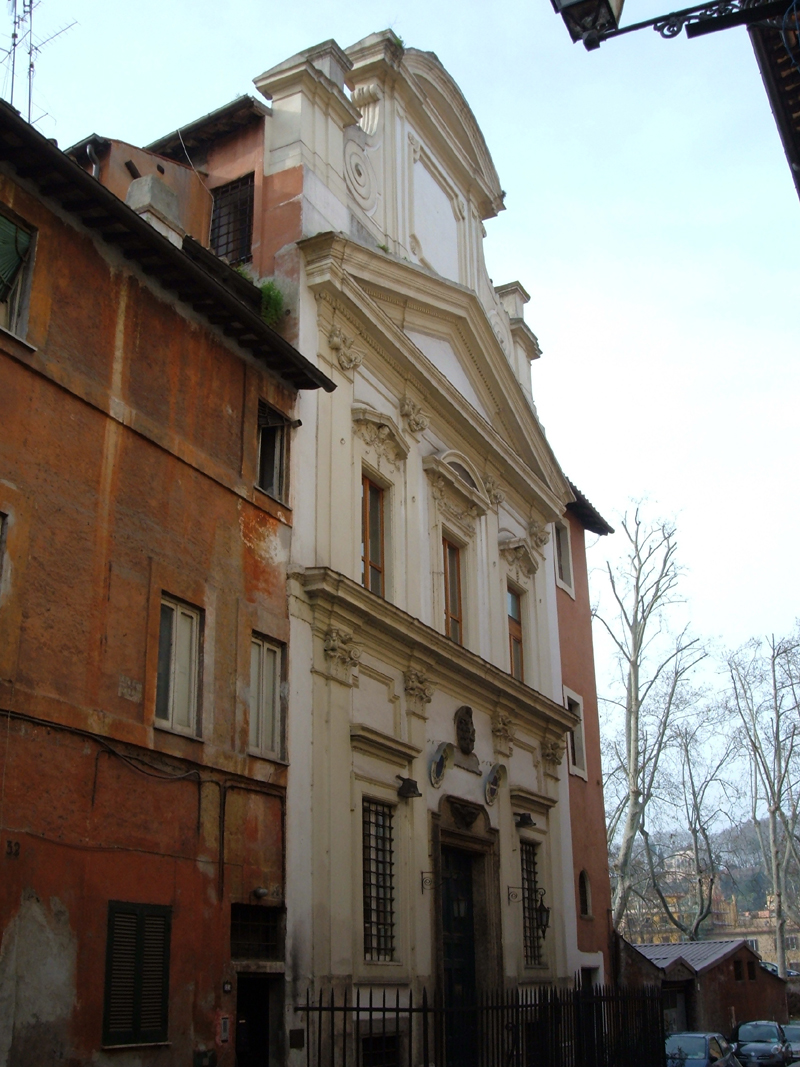
Oratorio del Gonfalone.
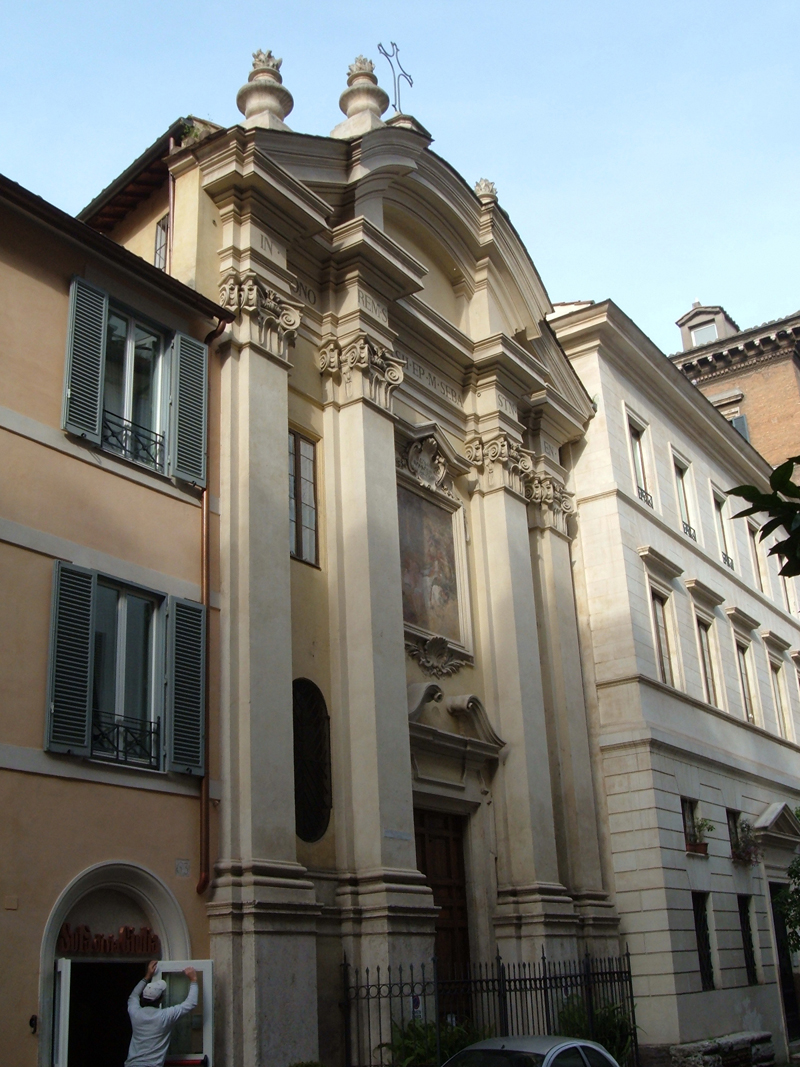
San Biagio degli Armeni.
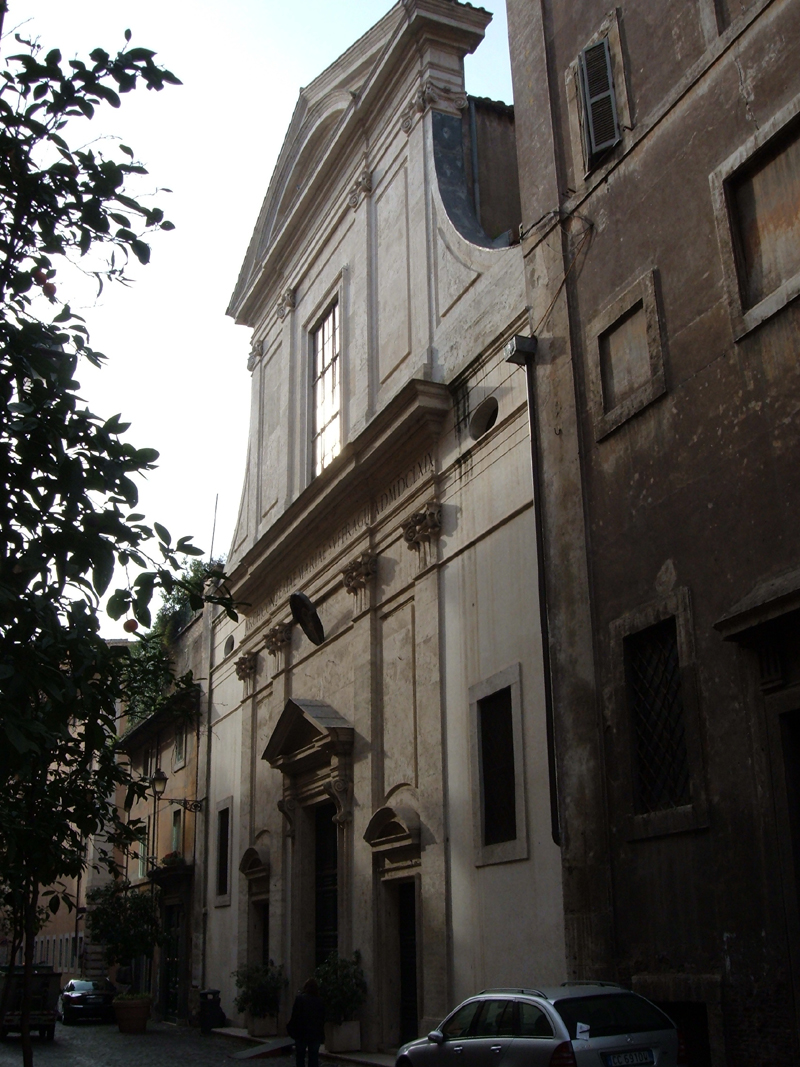
Santa Maria del Suffragio.
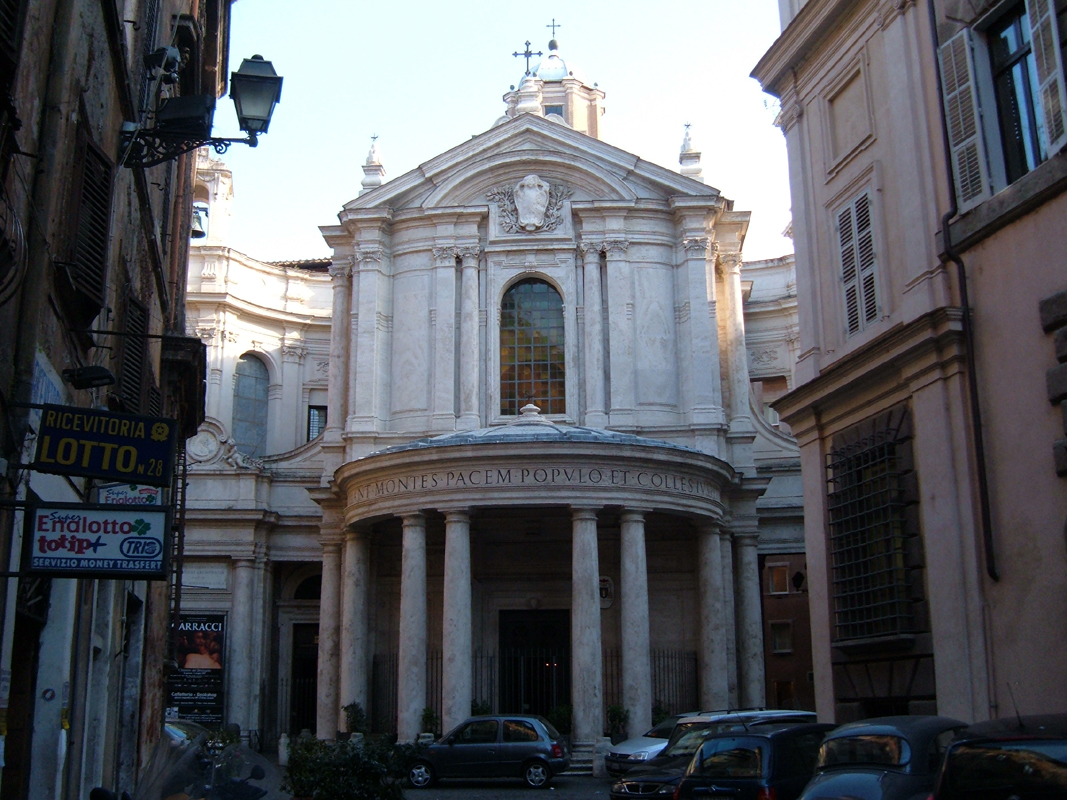
Santa Maria della Pace.
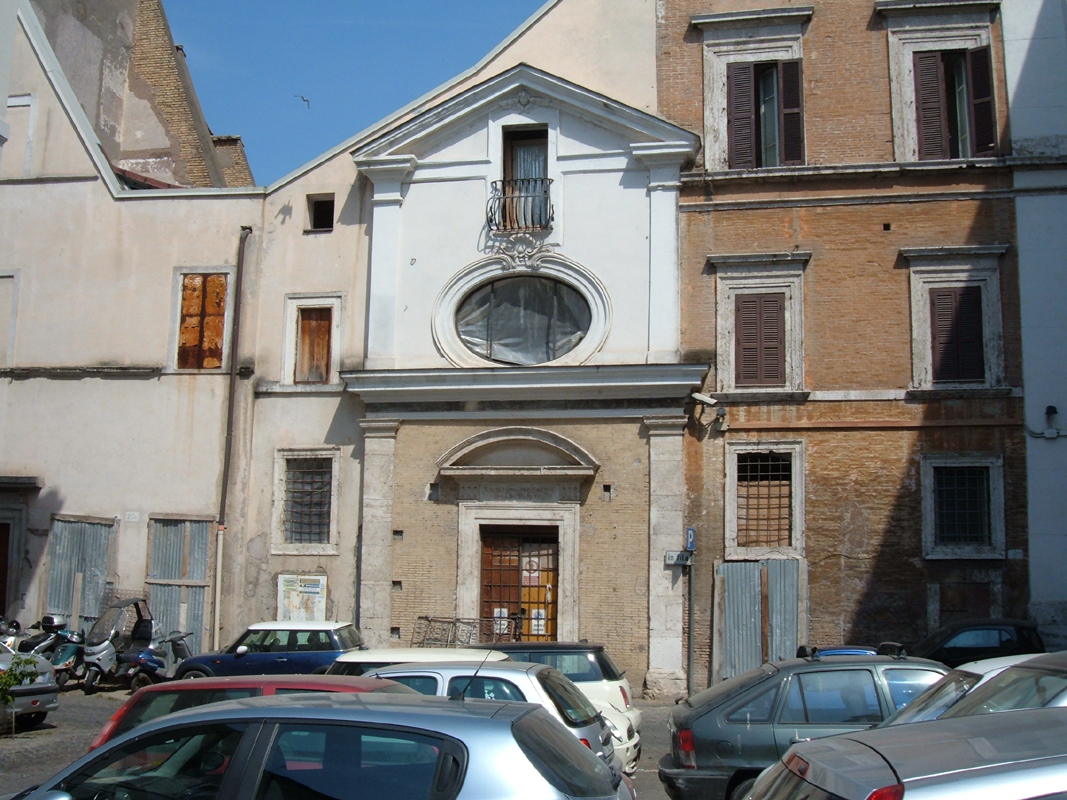
San Simeone profeta.
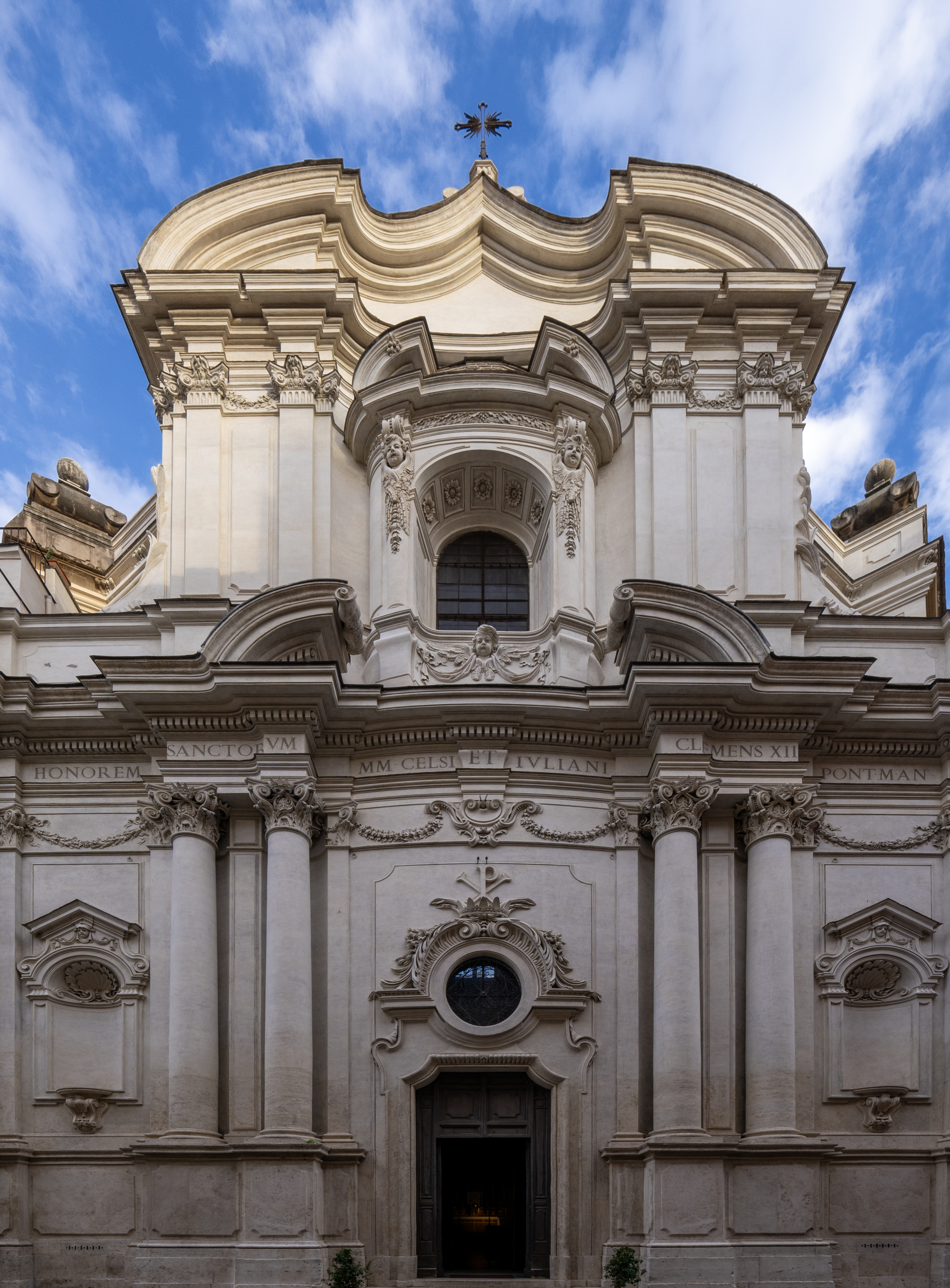
Santi Celso e Giuliano.
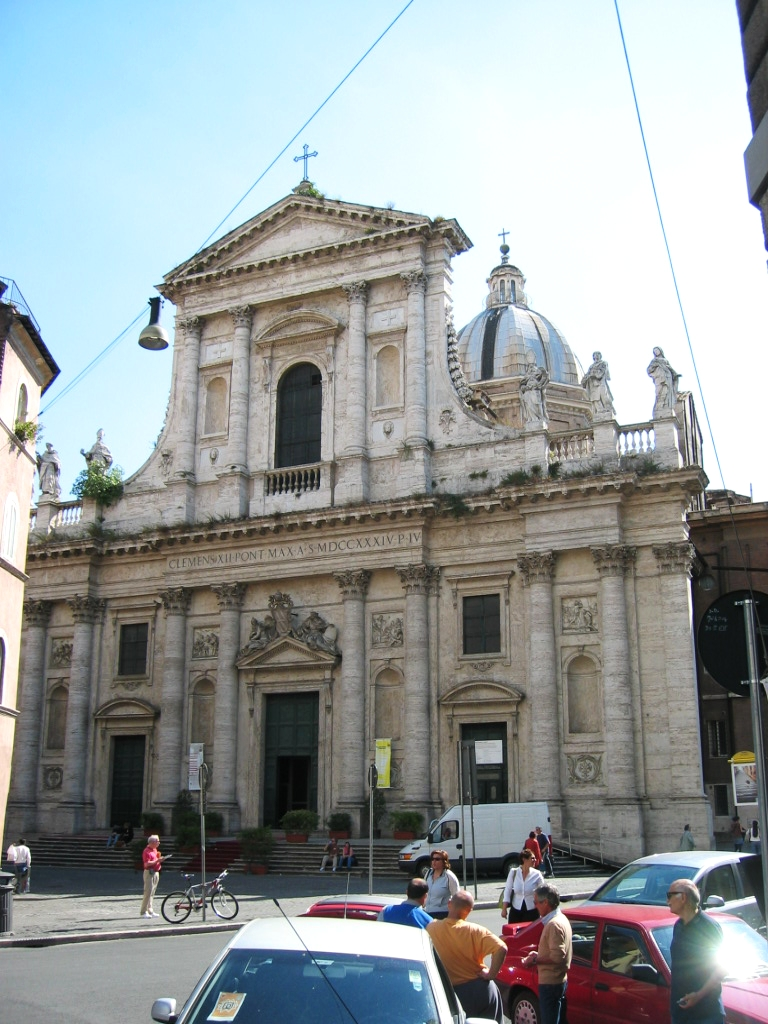
San Giovanni dei Fiorentini.
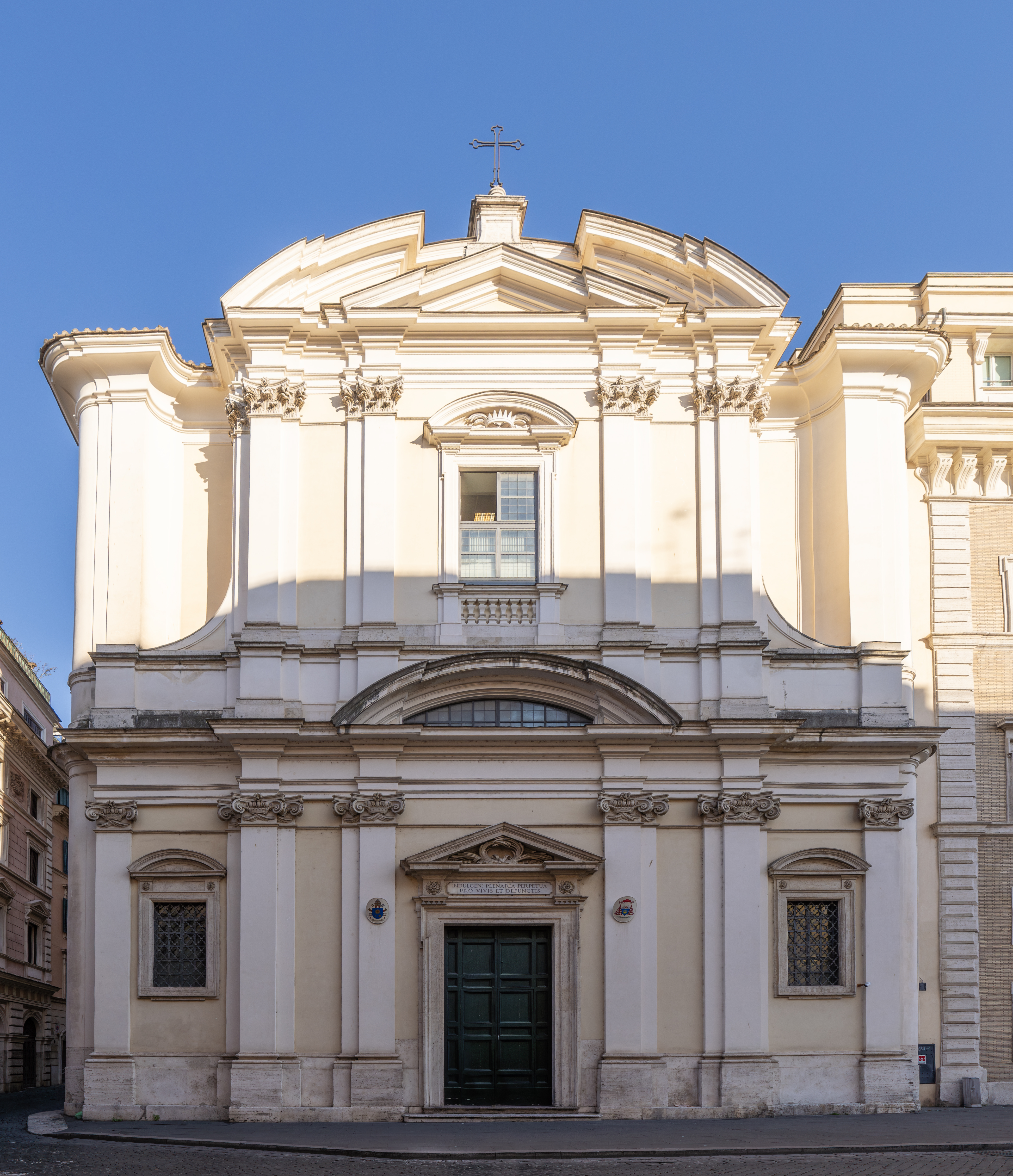
Sant'Apollinare.
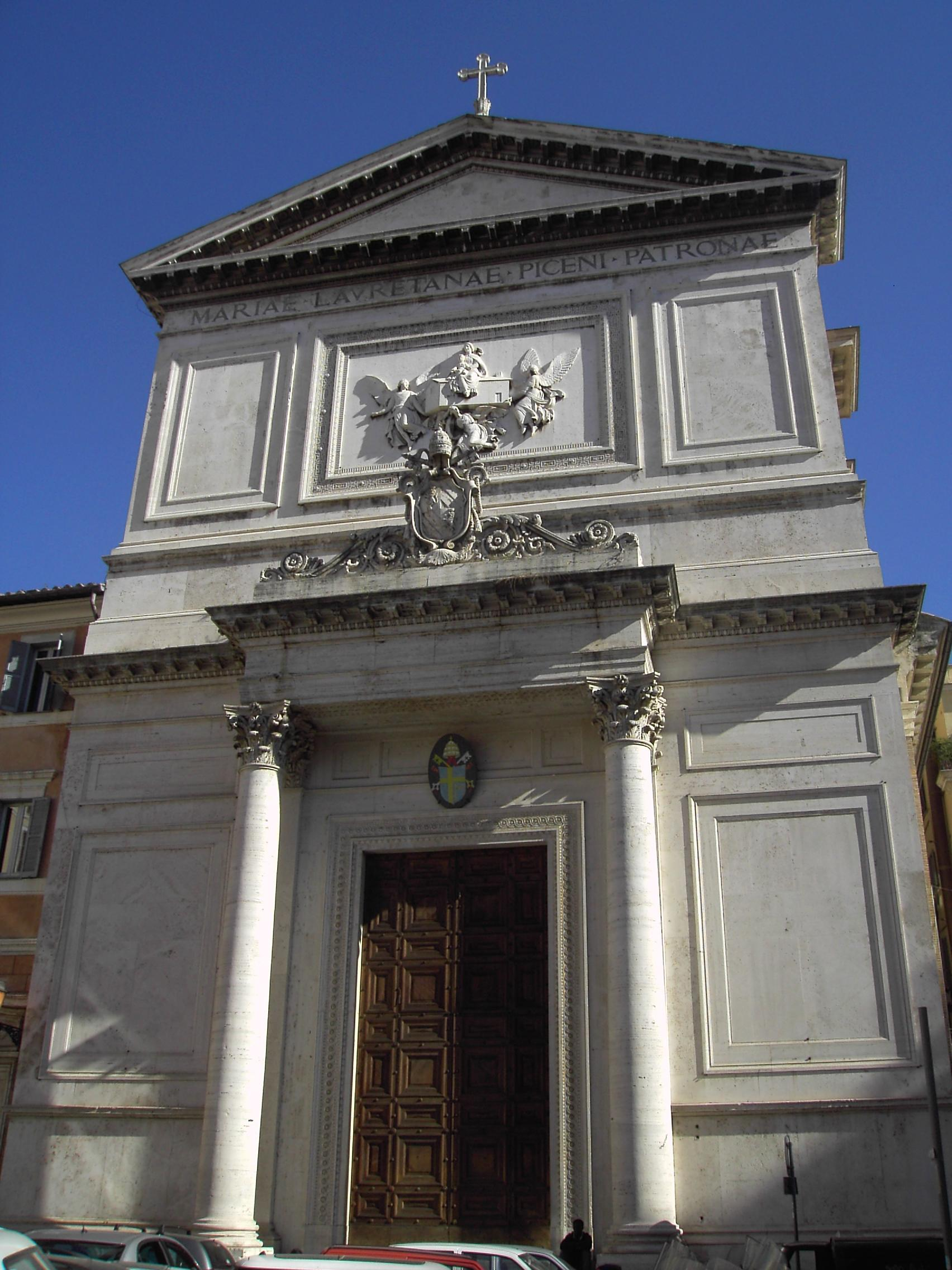
San Salvatore in Lauro.
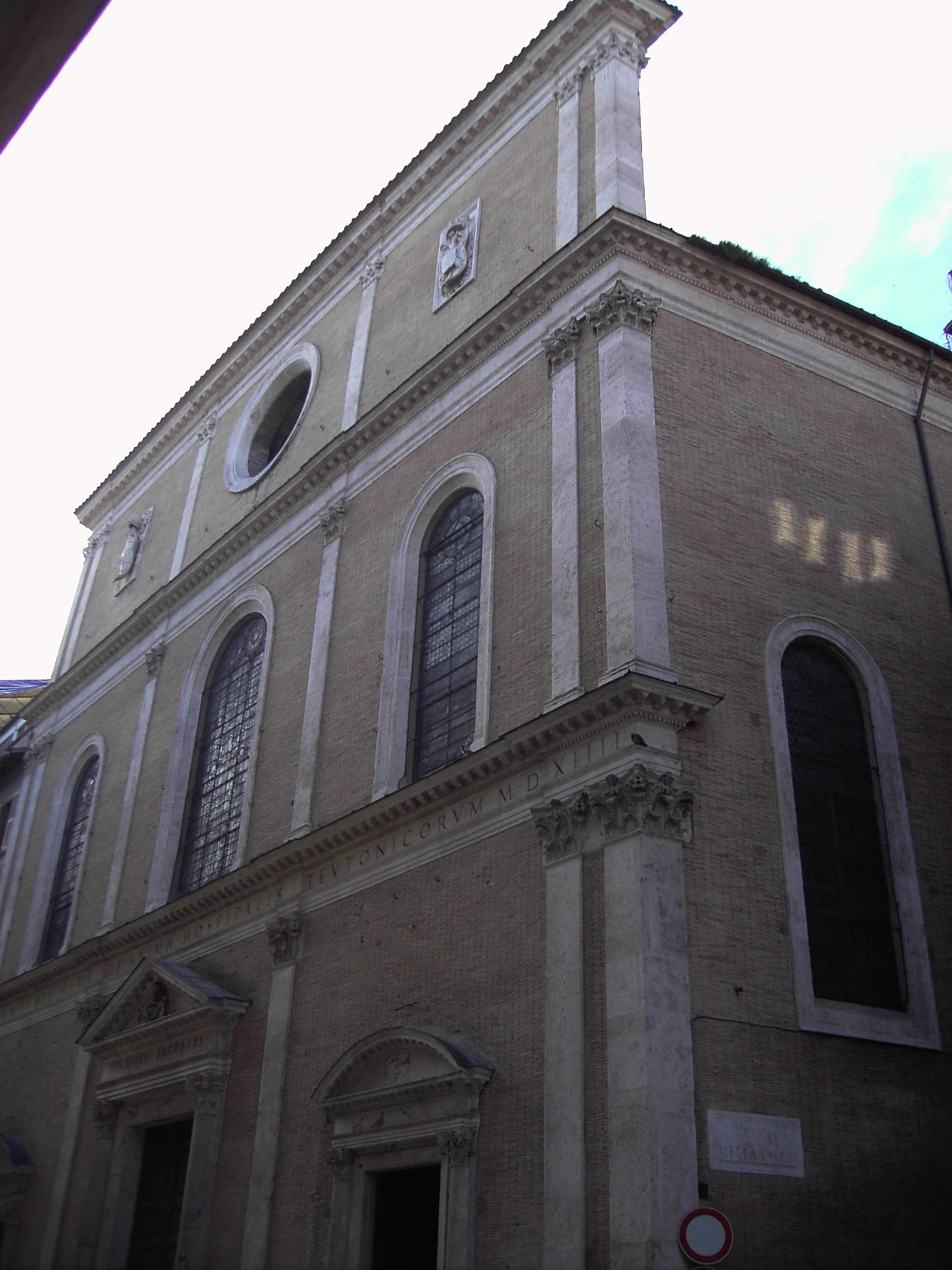
Santa Maria dell'Anima.